# Đa số

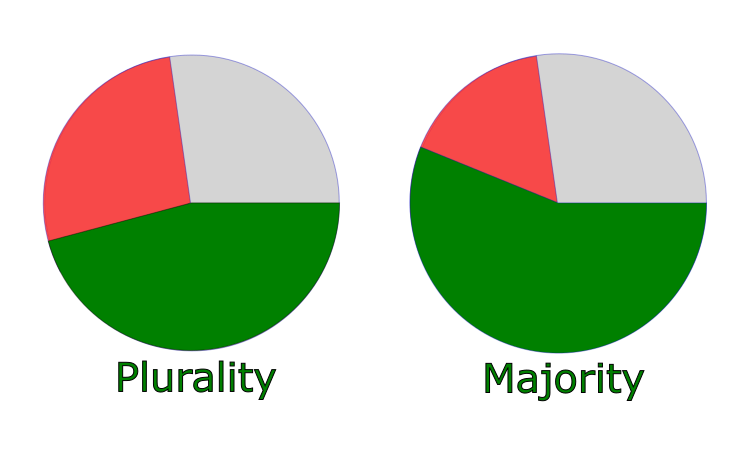
Biểu đồ tròn minh họa sự khác biệt giữa số nhiều (bên trái; trong đó phần diện tích màu xanh lá cây/phần đáy nhỏ hơn 50% tổng diện tích) và đa số (bên phải; trong đó phần diện tích màu xanh lá cây/phần đáy lớn hơn 50% tổng diện tích biểu đồ tròn).

Đa số, còn được gọi là đa số đơn giản để phân biệt với các thuật ngữ tương tự, là phần lớn hơn, tức hơn một nửa, trong tổng số. Nó là một tập hợp con của một tập hợp bao gồm hơn một nửa số phần tử của tập hợp đó. Ví dụ, nếu một nhóm bao gồm 20 cá nhân, thì đa số sẽ là 11 cá nhân trở lên, trong khi có 10 cá nhân trở xuống sẽ không tạo thành đa số. "Đa số" có thể được sử dụng để xác định quy định bầu cử, như trong từ "đầu phiếu đa số", có nghĩa là hơn một nửa số phiếu được bỏ.
Đa số có thể được so sánh với số nhiều; nó là một tập con lớn hơn bất kỳ tập con nào khác nhưng không nhất thiết phải lớn hơn tất cả các tập con khác cộng lại. Ví dụ, nếu có một nhóm có 20 thành viên được chia thành các nhóm nhỏ với 9, 6 và 5 thành viên, thì nhóm 9 thành viên sẽ là số nhiều (tuy không phải là đa số). Một số nhiều không nhất thiết phải là đa số vì tập con lớn nhất được xét có thể bao gồm ít hơn một nửa số phần tử của tập hợp. Điều này có thể xảy ra khi có từ ba sự lựa chọn trở lên.
Trong tiếng Anh Anh, thuật ngữ "majority" (tức là đa số) cũng được sử dụng theo cách khác để chỉ tỷ lệ chiến thắng, tức là số phiếu giữa người về đích đầu tiên với người về đích ở vị trí thứ hai. Các thuật ngữ liên quan khác có chứa từ "đa số" có nghĩa riêng của chúng, đôi khi có thể không nhất quán trong cách sử dụng.